# Joseph Pease (1799-1872)
Pour les articles homonymes, voir Joseph Pease.
Joseph Pease (22 juin 1799 - 8 février 1872) est un pionnier du premier système ferroviaire public au monde et est le premier Quaker autorisé à prendre son siège au Parlement .

## Biographie
Joseph Pease rejoint son père Edward et d'autres membres de la famille Pease pour lancer la Chemin de fer de Stockton et Darlington. En 1826, il épouse Emma Gurney, la plus jeune fille de Joseph Gurney de Norwich. Ils ont douze enfants, parmi lesquels Sir Joseph Whitwell Pease, son fils aîné et Arthur Pease (1837-1898), qui est son quatrième fils. Le cinquième enfant de Joseph, Elizabeth Lucy Pease, épouse l'ingénieur agronome et inventeur, John Fowler (en), un pionnier de l'application de la vapeur à l'agriculture.
En 1829, Pease dirige le Stockton and Darlington Railway, à la place de son père. En 1830, il achète un nombre suffisant de mines dans la région, pour devenir le plus grand propriétaire de mines de South Durham. Cette même année, avec son beau-père Joseph Gurney de Norfolk et d'autres hommes d'affaires Quaker, ils ont acheté une grande parcelle de terrain à Middlesbrough, où ils projetaient de créer un port pour l'exportation de charbon. En décembre 1830, une nouvelle ligne de chemin de fer est ouverte sur le chemin de fer Stockton et Darlington, à Middlesbrough, pour le transport du charbon vers le nouveau port. En plus des charbonnages, il s'intéresse aux carrières et aux mines de fer de Durham et du North Yorkshire, ainsi qu'aux manufactures de coton et de laine, et il est actif dans le travail éducatif et philanthropique .
En 1832, Pease est élu parlementaire whig de South Durham. En tant que Quaker, il n'a pas été immédiatement autorisé à siéger, car il a refusé de prêter serment. Créant un précédent, un comité spécial a examiné la question et décidé que Pease pouvait affirmer, plutôt que jurer, et ainsi, il est autorisé à prendre son siège au Parlement, le premier Quaker à le faire. Il a un comportement inhabituel, car, comme la plupart des Quakers de l'époque, il refusait de retirer son chapeau, même lorsqu'il entrait à la Chambre des communes.
Pease soutient les gouvernements whig du Comte Grey et de Lord Melbourne. Il rejoint Thomas Fowell Buxton dans le mouvement anti-esclavagiste. Il soutient la révocation des évêques de la Chambre des lords. Il est également favorable à des parlements plus courts et au scrutin secret. Il se retire de la politique en 1841.
En 1860, Pease est devenu président de la London Peace Society, poste qu'il occupe jusqu'à sa mort.
Il a écrit un poème à la gloire de la Newington Academy for Girls, fondée par le scientifique et abolitionniste Quaker, William Allen.
Comme son père avant lui, il est enterré au Friends Burial Ground, Skinnergate, Darlington, County Durham. Une statue de Joseph Pease se trouve à la jonction de High Row et Bondgate, au centre de Darlington. Elle est dévoilée en 1875, pour marquer le Jubilé d'or de l'ouverture du Stockton and Darlington Railway.
Joseph Pease a également payé la construction de l'horloge et de l'hôtel de ville de Darlington et de la bibliothèque en cadeau à Darlington.